# Marcantonio Colonna (cardinale XVIII secolo)
Marcantonio Colonna (Roma, 16 agosto 1724 – Roma, 4 dicembre 1793) è stato un cardinale italiano.

## Biografia
Marcantonio Colonna nacque il 16 agosto 1724 a Roma, quartogenito dei quindici figli di Fabrizio II Colonna, principe di Paliano, gran contestabile del Regno di Napoli, e di Caterina Zefirina Salviati. Suoi fratelli e sorelle erano Maria Vittoria, Filippo, Lorenzo, Pietro Pamfilio, Francesco Giuseppe, Giovanni Battista, Maria Isabella, Pamfilio, Maria Felicita, Maria Teresa, Lucrezia, Agata, Federico e Chiara. Suo prozio era il cardinale Carlo Colonna, e suo fratello il cardinale Pietro Colonna Pamphili.
Egli era inoltre cugino del cardinale Scipione Borghese, a coronamento di una dinastia come quella dei Colonna che da secoli vantava cardinali in Santa Romana Chiesa.
Il 22 settembre 1745 egli ottenne i dottorati in utroque iure ed in teologia, discutendo la sua tesi alla presenza di papa Benedetto XIV; la tesi venne pubblicata a Roma in quello stesso anno.
Intrapresa la carriera ecclesiastica, divenne protonotario apostolico partecipante dal 30 agosto 1744 e referendario del tribunale della Segnatura Apostolica dal 7 gennaio 1747. Abate commendatario dell'abbazia di San Paolo di Albano dal marzo del 1747, ebbe lo stesso ruolo nelle abbazie di San Vincenzo al Volturno, San Lazzaro di Capua e di San Pietro in Ciamprisco. Consultore della Sacra Congregazione dei Riti dall'aprile del 1747, nel 1743 era già divenuto prefetto del Sacro Palazzo Apostolico, quando suo zio Girolamo venne promosso al cardinalato.
Elevato al rango cardinalizio da papa Clemente XIII, ottenne la nomina nel concistoro del 24 settembre 1759, ricevendo la berretta cardinalizia tre giorni dopo e la diaconia di Santa Maria in Aquiro il 19 novembre di quello stesso anno. L'11 febbraio 1760 ricevette gli ordini minori ed il diaconato il 9 marzo 1760.
Venne ordinato sacerdote solo il 1º febbraio 1761 e poté quindi optare, il 19 aprile dell'anno successivo, all'ordine dei cardinali presbiteri acquisendo il titolo di Santa Maria della Pace.
Eletto arcivescovo titolare di Corinto il 19 aprile 1762, il giorno successivo il pontefice lo nominò vicario generale per la città di Roma. Ottenne la consacrazione episcopale il 25 aprile 1762 nella Cappella Paolina del Palazzo del Quirinale, per mano di papa Clemente XIII assistito dal cardinale Giovanni Francesco Albani, vescovo di Sabina, e da Enrico Benedetto Stuart, duca di York e vescovo di Frascati. Arciprete della basilica di Santa Maria Maggiore dal gennaio del 1763, in quello stesso anno divenne prefetto della Sacra Congregazione della Residenza dei vescovi. Nel 1763 venne nominato membro della Sacra Congregazione dei Riti, del Concilio di Trento, della Fabbrica di San Pietro, dell'Immunità Ecclesiastica, del Sant'Uffizio, delle Indulgenze e delle Sacre Reliquie. Prese parte al conclave del 1769 che elesse papa Clemente XIV.
Il 20 gennaio 1770 venne nominato camerlengo del Sacro Collegio dei cardinali, rimanendo in carica sino al 4 marzo dell'anno successivo. Prefetto del Collegio e Seminario Romano dal novembre del 1773, nel 1774 si oppose alla chiusura dello stesso ed all'allontanamento dei gesuiti che lo dirigevano, oltre a prendere parte al conclave che elesse papa Pio VI. Il nuovo pontefice lo nominò legato a latere per l'apertura e la chiusura della Porta Santa nell'anno giubilare 1775 nella basilica di Santa Maria Maggiore. Divenuto prefetto della Congregazione dei vescovi e regolari, divenne prefetto per la formazione spirituale al Collegio Romano. Divenuto cardinale protopresbitero, optò per il titolo corrispondente di San Lorenzo in Lucina dal 25 giugno 1784, per poi passare all'ordine dei cardinali vescovi scegliendo la sede suburbicaria di Palestrina dal 20 settembre di quello stesso anno. In questo periodo si interessò particolarmente alla questione dei seminari diocesani, ai quali lasciò una ricca dote alla sua morte. Divenuto protettore della congregazione dei Silvestrini, dei Teatini, dei Piaristi (Scolopi), dei Benefratelli e dei Camaldolesi, si impegnò attivamente nella solidarietà verso i più poveri e i malati con importanti donazioni personali.
Morì a Roma il 4 dicembre 1793 all'età di 69 anni. La sua salma venne esposta alla pubblica venerazione nella basilica dei Santi Dodici Apostoli, ove ebbero luogo anche i funerali e la sua sepoltura, secondo quanto da lui voluto nel suo testamento.

## Genealogia episcopale e successione apostolica
La genealogia episcopale è:
- Cardinale Scipione Rebiba
- Cardinale Giulio Antonio Santori
- Cardinale Girolamo Bernerio, O.P.
- Arcivescovo Galeazzo Sanvitale
- Cardinale Ludovico Ludovisi
- Cardinale Luigi Caetani
- Cardinale Ulderico Carpegna
- Cardinale Paluzzo Paluzzi Altieri degli Albertoni
- Papa Benedetto XIII
- Papa Benedetto XIV
- Papa Clemente XIII
- Cardinale Marcantonio Colonna

La successione apostolica è:
- Cardinale Scipione Borghese (1765)
- Vescovo Bartolomeo Bitozzi (1765)
- Vescovo Baldassare Barone de Moncada (1768)
- Arcivescovo Domenico Gervasoni (1769)
- Vescovo Antonio Lanza, C.R. (1769)
- Arcivescovo Pasquale Maria Mastrilli, C.R. (1769)
- Cardinale Innocenzo Conti (1769)
- Cardinale Giacinto Sigismondo Gerdil, B. (1777)
- Cardinale Ferdinando Maria Saluzzo (1784)

## Ascendenza
|                                              |                                               |                                                                               | Genitori                                                                           |  |  | Nonni |  |  | Bisnonni                                           |  |  | Trisnonni                                     |  |
|                                              |                                               |                                                                               |                                                                                    |  |  |       |  |  | Lorenzo Onofrio I Colonna, VII principe di Paliano |  |  | Marcantonio V Colonna, VI principe di Paliano |  |
|                                              |                                               |                                                                               |                                                                                    |  |  |       |  |  | Lorenzo Onofrio I Colonna, VII principe di Paliano |  |  | Marcantonio V Colonna, VI principe di Paliano |  |
|                                              |                                               | Isabella Gioeni, principessa di Castiglione                                   |                                                                                    |  |  |       |  |  | Lorenzo Onofrio I Colonna, VII principe di Paliano |  |  |                                               |  |
| Filippo II Colonna, VIII principe di Paliano |                                               |                                                                               |                                                                                    |  |  |       |  |  | Lorenzo Onofrio I Colonna, VII principe di Paliano |  |  |                                               |  |
|                                              |                                               | Maria Mancini                                                                 | Michele Lorenzo Mancini                                                            |  |  |       |  |  |                                                    |  |  |                                               |  |
|                                              |                                               | Maria Mancini                                                                 | Michele Lorenzo Mancini                                                            |  |  |       |  |  |                                                    |  |  |                                               |  |
|                                              |                                               | Maria Mancini                                                                 | Girolama Mazzarino                                                                 |  |  |       |  |  |                                                    |  |  |                                               |  |
| Fabrizio II Colonna, IX principe di Paliano  |                                               | Maria Mancini                                                                 |                                                                                    |  |  |       |  |  |                                                    |  |  |                                               |  |
|                                              |                                               | Giovanni Battista Pamphili, II principe di San Martino al Cimino e Valmontone | Camillo Francesco Maria Pamphili, I principe di San Martino al Cimino e Valmontone |  |  |       |  |  |                                                    |  |  |                                               |  |
|                                              |                                               | Giovanni Battista Pamphili, II principe di San Martino al Cimino e Valmontone | Camillo Francesco Maria Pamphili, I principe di San Martino al Cimino e Valmontone |  |  |       |  |  |                                                    |  |  |                                               |  |
|                                              |                                               | Giovanni Battista Pamphili, II principe di San Martino al Cimino e Valmontone | Olimpia Aldobrandini                                                               |  |  |       |  |  |                                                    |  |  |                                               |  |
| Olimpia Pamphili                             |                                               | Giovanni Battista Pamphili, II principe di San Martino al Cimino e Valmontone |                                                                                    |  |  |       |  |  |                                                    |  |  |                                               |  |
|                                              |                                               | Violante Facchinetti, IV marchesa di Vianino                                  | Innocenzo Facchinetti, III marchese di Vianino                                     |  |  |       |  |  |                                                    |  |  |                                               |  |
|                                              |                                               | Violante Facchinetti, IV marchesa di Vianino                                  | Innocenzo Facchinetti, III marchese di Vianino                                     |  |  |       |  |  |                                                    |  |  |                                               |  |
|                                              |                                               | Violante Facchinetti, IV marchesa di Vianino                                  | Ippolita Albergati-Capacelli                                                       |  |  |       |  |  |                                                    |  |  |                                               |  |
| Marcantonio Colonna di Paliano               |                                               | Violante Facchinetti, IV marchesa di Vianino                                  |                                                                                    |  |  |       |  |  |                                                    |  |  |                                               |  |
|                                              | Francesco Maria Salviati, II duca di Giuliano | Jacopo Salviati, I duca di Giuliano                                           |                                                                                    |  |  |       |  |  |                                                    |  |  |                                               |  |
|                                              | Francesco Maria Salviati, II duca di Giuliano | Jacopo Salviati, I duca di Giuliano                                           |                                                                                    |  |  |       |  |  |                                                    |  |  |                                               |  |
|                                              | Francesco Maria Salviati, II duca di Giuliano | Veronica Cybo-Malaspina                                                       |                                                                                    |  |  |       |  |  |                                                    |  |  |                                               |  |
| Antonio Maria Salviati, III duca di Giuliano | Francesco Maria Salviati, II duca di Giuliano |                                                                               |                                                                                    |  |  |       |  |  |                                                    |  |  |                                               |  |
|                                              |                                               | Caterina Sforza di Proceno                                                    | Paolo Sforza, II marchese di Proceno                                               |  |  |       |  |  |                                                    |  |  |                                               |  |
|                                              |                                               | Caterina Sforza di Proceno                                                    | Paolo Sforza, II marchese di Proceno                                               |  |  |       |  |  |                                                    |  |  |                                               |  |
|                                              |                                               | Caterina Sforza di Proceno                                                    | Olimpia Cesi                                                                       |  |  |       |  |  |                                                    |  |  |                                               |  |
| Caterina Zefirina Salviati                   |                                               | Caterina Sforza di Proceno                                                    |                                                                                    |  |  |       |  |  |                                                    |  |  |                                               |  |
|                                              |                                               | Giovanni Battista, I principe Rospigliosi                                     | Camillo Domenico Rospigliosi                                                       |  |  |       |  |  |                                                    |  |  |                                               |  |
|                                              |                                               | Giovanni Battista, I principe Rospigliosi                                     | Camillo Domenico Rospigliosi                                                       |  |  |       |  |  |                                                    |  |  |                                               |  |
|                                              |                                               | Giovanni Battista, I principe Rospigliosi                                     | Lucrezia Cellesi                                                                   |  |  |       |  |  |                                                    |  |  |                                               |  |
| Maria Lucrezia Rospigliosi                   |                                               | Giovanni Battista, I principe Rospigliosi                                     |                                                                                    |  |  |       |  |  |                                                    |  |  |                                               |  |
|                                              |                                               | Maria Camilla Pallavicini, II principessa di Gallicano                        | Stefano Pallavicini, I principe di Gallicano                                       |  |  |       |  |  |                                                    |  |  |                                               |  |
|                                              |                                               | Maria Camilla Pallavicini, II principessa di Gallicano                        | Stefano Pallavicini, I principe di Gallicano                                       |  |  |       |  |  |                                                    |  |  |                                               |  |
|                                              |                                               | Maria Camilla Pallavicini, II principessa di Gallicano                        | Livia de' Franchi Toso                                                             |  |  |       |  |  |                                                    |  |  |                                               |  |
|                                              |                                               | Maria Camilla Pallavicini, II principessa di Gallicano                        |                                                                                    |  |  |       |  |  |                                                    |  |  |                                               |  |